# Дубовский, Борис Григорьевич
Бори́с Григо́рьевич Дубо́вский (17 февраля 1919 — 21 марта 2008) — советский физик, доктор технических наук, специалист в области ядерной энергетики. Основатель службы дозиметрического контроля на атомных реакторах в СССР. Лауреат двух Сталинских премий.

## Биография
Б. Г. Дубовский закончил Харьковский университет, он учился на кафедре К. Д. Синельникова, который был хорошо знаком с Курчатовым.
Его курс был выдающимся: с ним учились Б. И. Веркин (основатель и директор Харьковского физико-технического института низких температур), академик Я. Б. Файнберг, М. Ф. Стельмах (создатель советской лазерной промышленности).
По окончании института он некоторое время проработал в Харьковском физико-техническом институте.

### Первый реактор
После этого он пошёл на войну, где был ранен и получил инвалидность.
В 1943 году он прибыл в Лабораторию № 2, его как специалиста рекомендовал И. Курчатову заведующий отделом Института физики АН УССР Г. Д. Латышев.
Работал на запуске экспериментального реактора Ф-1 в Москве, реактор был запущен 25 декабря 1946 года, при сборке реактора выполнял работы по дозиметрии, сконструировал и изготовил первый дозиметр.
Существовали проблемы при создании прибора, которые были обусловлены несовершенством компонентов и низкой чувствительностью прибора, но эти проблемы были преодолены.
С этого реактора он стал основателем службы дозиметрического контроля на атомных реакторах.
Эта работа показала свою эффективность при проведении экспериментов по получению оружейного плутония (плутоний-239).
Для этого необходимо вывести реактор в надкритический режим, но выяснилось, что уровень радиоактивности в жилых домах на территории лаборатории превышает допустимый.
После этого от подобных экспериментов пришлось отказаться.
После запуска Ф-1 работы по измерению радиоактивности были продолжены, была поставлена задача измерять радиоактивность в полевых условиях после проведения ядерного взрыва.
Летом 1947 года в лаборатории № 2 была создана группа Б. Г. Дубовского, которая разрабатывала дозиметрическую аппаратуру для Службы радиационной безопасности.
В эту группу из радиационной лаборатории был командирован М. И. Шальнов.
Работы практически всегда велись сверхурочно, иногда и по воскресеньям.
И. В. Курчатов часто присутствовал на сверхурочных работах и лично контролировал работу группы.
Результатом работы группы стал прибор УП-2000Т, который был сконструирован в радиационной лаборатории (впоследствии Институт биофизики Минздрава СССР), основную часть работ выполнил радиоэлектронщик С. А. Титов, руководителем работ стал Б. М. Исаев.
Коллектив создателей этого дозиметра был награждён Государственной премией, первые промышленные партии дозиметров были выпущены в 1951 году.

### Запуск других реакторов
Также Дубовский запускал реакторы по выработке оружейного плутония на объекте 817 (современное НПО «Маяк») в 1946—1952 годах:
- А-1 (8 июня 1948 года пробный запуск, 10 июня промышленный запуск и 19 июня выход на режим)[8]. На сборке этого реактора он отработал в должности дежурного физика, с ним работали Н. В. Макаров, Г. Б. Померанцев, Ю. И. Корчемкин, В. Н. Мехедов, Н. В. Омельянц[9].
- АВ-1 (запущен 4 апреля 1950 года) и АВ-2 (запущен в середине апреля 1950).[10]
- АВ-3 (запущен в сентябре 1952 года).[10]

В рамках той же атомной военной программы на объекте 817 был запущен реактор АИ-1 по выработке трития.
Курчатовым было установлено сменное дежурство на площадке строительства реактора.
Дежурных было четверо — И. Ф. Жежерун, Е. Н. Бабулевич, И. С. Панасюк и Б. Г. Дубовский.
Этот реактор стал первым отечественным реактором на обогащённом уране, поэтому возник ряд вопросов при освоении новой технологии, с этим связаны особенно строгие методы сопровождения: один из четверых всегда должен был находиться на площадке.
Первый пуск реактора прошёл неудачно, и по решению Дубовского конструкция реактора была модифицирована.
После этого повторный пуск прошёл успешно, но контроль со стороны высшего руководства страны был ежедневным, так как планировалось запустить реактор к 7 ноября (годовщина Великой Октябрьской социалистической революции).
Этого не произошло и реактор был запущен только 11 ноября.
Но и после пуска реактор некоторое время оставался проблемным, основными трудностями являлись «козлы» и гальванокоррозия. Из-за этого страдал выход оружейного плутония, что ставило под угрозу весь советский атомный проект.
Дубовский предложил несколько конструктивных усовершенствований активной зоны реактора.
Решение принималось на заседании у И. В. Курчатова, после консультации с А. П. Александровым решение было одобрено и реактор был запущен.
Его вывод на проектную мощность состоялся 14 февраля 1952 года.
Особенным также получился пуск реактора в Обнинске.
Борис Дубовский улетел в Харьков и не смог вовремя вернуться из-за погодных условий.
В результате И. В. Курчатов перенёс запуск реактора на шесть суток.
9 мая 1954 года совместно с А. К. Красиным под руководством И. В. Курчатова запустил Обнинскую АЭС.
От Курчатовского института присутствовал М. Е. Минашин.
В 1958 году Курчатов выступил по вопросу безопасности, он предлагал создать лабораторию безопасности.
Эта структура должна решать вопросы проведения широких исследований и на основе полученных результатов разрабатывать необходимые рекомендации для повышения уровня ядерной безопасности.
Структура была названа «Лаборатория ядерной безопасности» и на должность руководителя был назначен Б. Г. Дубовский.
Кроме вопросов безопасности лаборатория занималась пуском реакторов.
Эта работа существенно осложнялась тем, что приборы показывали не все аспекты состояния реакторов, поэтому необходимо было иметь опыт в этом вопросе.
Сотрудников лаборатории отправляли авиарейсами на все запуски реакторов в СССР.
Одновременно в практических условиях совершенствовались подходы к управлению реакторами и разрабатывались новые методики работы.
Так, для правильного пуска стали повсеместно использоваться источники нейтронов, были разработаны системы внутриреакторного контроля (СВРК) и другие усовершенствования.
В период работы в ЛЯБ Дубовский стимулировал работы в разных направлениях, это способствовало постоянному росту профессионализма подчинённых.
Пока он руководил лабораторией, его сотрудниками было защищено четыре докторских и пятнадцать кандидатских диссертаций.
Он проработал на этом месте до 1977 года, когда перешёл на работу в Средмаш.

### Отношение к аварии наЧАЭС
Дубовский считал аварии ЛАЭС 1975 года и ЧАЭС 1982 года репетициями аварии 1986 года.
Он считал, что разработчик реакторов (Н. А. Доллежаль) не внёс изменений в конструкцию реактора РБМК, несмотря на продолжавшиеся аварии.
Естественно, Дубовский был против вынесения приговора сотрудникам АЭС и публиковал свою точку зрения в печати.
осуждение пятерых сотрудников Чернобыльской АЭС — В. П. Брюханова, А. С. Дятлова, А. П. Коваленко и В. В. Рогожкина… незаконно и необоснованно
Писал М. С. Горбачёву:

Продолжающееся несправедливое взваливание на Чернобыльский персонал ответственности исключает дальнейшее развитие энергетики — невозможно в будущем исключить ошибки персонала. Допущенные персоналом нарушения, при минимальном соответствии защиты реактора своему назначению, свелись бы только к недельному простою. Командно-административная околонаука ввела в заблуждение народ, Академию наук, академика Сахарова, Верховный Совет.

Прошу предоставить возможность объяснить экологам Верховного Совета истинные причины аварии Чернобыльского реактора и необходимые меры по обеспечению безопасности— Б. Г. Дубовский, 27 ноября 1989 года
Позже он менее эмоционально повторял те же самые выводы:

Полное отсутствие аварийной защиты. Плюс малограмотная документация. К тому же руководили Чернобыльской неспециалисты. А единственного серьёзного физика во время рокового эксперимента вообще отправили на военные сборы.
Я тогда много выступал с критикой. И в Обнинске в том числе. Я ведь руководил лабораторией по ядерной безопасности в системе Минсредмаша. И достаточно ясно представлял себе, почему это произошло и кто в этом виновен.

Была тут, кстати, ответственность и обнинской науки. Мои выступления, ясное дело, многим не понравились. И, в конце концов, я был уволен.— Б. Г. Дубовский
После того, как Дубовский высказал критику относительно определения виновных в аварии на Чернобыльской АЭС, он был вынужден уйти на пенсию.
Скончался 21 марта 2008 года. Похоронен в Обнинске на Кончаловском кладбище.

### Награды и звания
- Сталинская премия 1949 года[2];
- Сталинская премия 1951 года[2];
- В 1965 году успешно защитил докторскую диссертацию[2].

### Семья
- Сын — Павел Борисович Дубовский, ведущий научный сотрудник Обнинского института атомной энергетики.[19]